# Rhein-Taunus-Krematorium
Das Rhein-Taunus-Krematorium zählt mit acht Einäscherungsanlagen zu den großen Krematorien Europas. Mit dem Bau des Gebäudes wurde im Jahr 1999 begonnen. Im Jahr 2001 ging das Krematorium in Betrieb. Es liegt in der Verbandsgemeinde Loreley. Im unmittelbaren Umfeld sind verschiedene Urnenfriedhöfe angelegt. Das Rhein-Taunus-Krematorium ist eines der ersten privat geführten Krematorien in Deutschland.
Das Krematorium liegt im Welterbe Kulturlandschaft Oberes Mittelrheintal außerhalb des Ortes Dachsenhausen, umgeben von Wald, Feldern und verschiedenen Friedhöfen. Zugänglich ist es über eine Stichstraße. Früher nutzte die Bundeswehr den Standort als Teildepot für die Lagerung von Munition.

## Technik
Acht Einäscherungslinien sind im Rhein-Taunus-Krematorium vorhanden. Es sind gasbetriebene Etagen-Kremationsöfen. Eingebaut sind dort drehbare Stahlplatten, die die unterschiedlichen Stadien der Feuerbestattung trennen. Dadurch ist es möglich, zur selben Zeit drei Verstorbene einzuäschern, ohne dass es zu einer Vermischung der Asche kommt. Bei vier der Anlagen werden die Rauchabgase über eine Abgasstrecke mit integriertem Festbettfilter gereinigt. Vier Anlagen verfügen über eine Filterung mit Flugstromverfahren und Gewebefilter.
Einige der Anlagen sind so ausgelegt, dass sie für die Feuerbestattung mit einem Gesamtgewicht (Verstorbener und Sarg) von bis zu 450 kg genutzt werden können.

## Räumlichkeiten
Das Rhein-Taunus-Krematorium ist ein mehrstöckiger Gebäudekomplex. Die Räumlichkeiten werden unterschiedlich genutzt.
- Anlieferungshalle: Bestatter fahren mit dem Leichenwagen in die Halle ein. Dort wird der Sarg mit dem Verstorbenen entladen und gewogen.
- Kühlräume: Das Rhein-Taunus-Krematorium hat fünf verschiedene Kühlräume. Für besondere Sterbefälle stehen auch Kühlräume mit tieferen Temperaturen zur Verfügung.
- Büros: Im Erdgeschoss befinden sich der zentrale Empfang und Büroräume, im 1. Obergeschoss weitere Büros der Tochtergesellschaft Deutsche Friedhofsgesellschaft.
- Einäscherungsanlage: Vom zentralen Steuerstand aus werden die derzeit acht Einäscherungsanlagen gesteuert und überwacht. Hier können u. a. der Fortschritt der Einäscherung kontrolliert sowie Temperaturen abgelesen und angepasst werden. Der Steuerstand befindet sich im Erdgeschoss. Auf derselben Ebene werden die Särge in die Etagen-Kremationsanlage zur Feuerbestattung übergeben. Eine Ebene tiefer wird die Asche in Urnen eingebracht.
- Abschiedsraum: Angehörige können der Übergabe des Sarges beiwohnen. Dafür gibt es einen abgegrenzten Bereich an der Einäscherungsanlage.
- Trauerhalle: Auf dem angrenzenden Friedhof steht Hinterbliebenen eine Trauerhalle zur Verfügung. Dort kann am Sarg oder der Urne Abschied genommen werden.
- Wintergarten: Der Wintergarten dient Besuchern und Trauergästen als Treffpunkt und Aufenthaltsraum.
- Raum der Stille: An diesem Ort kann für eine begrenzte Zeit die Urne eines Verstorbenen eingestellt werden. Gründe für die Nutzung des Raums der Stille sind zum Beispiel, dass Angehörige noch nicht wissen, wo die Urne beigesetzt werden soll, oder Hinterbliebene benötigen noch etwas Zeit zum Abschied.
- Spielplatz: Im Außenbereich steht Kindern ein Spielplatz zur Verfügung.Außenansicht des Rhein-Taunus-Krematoriums

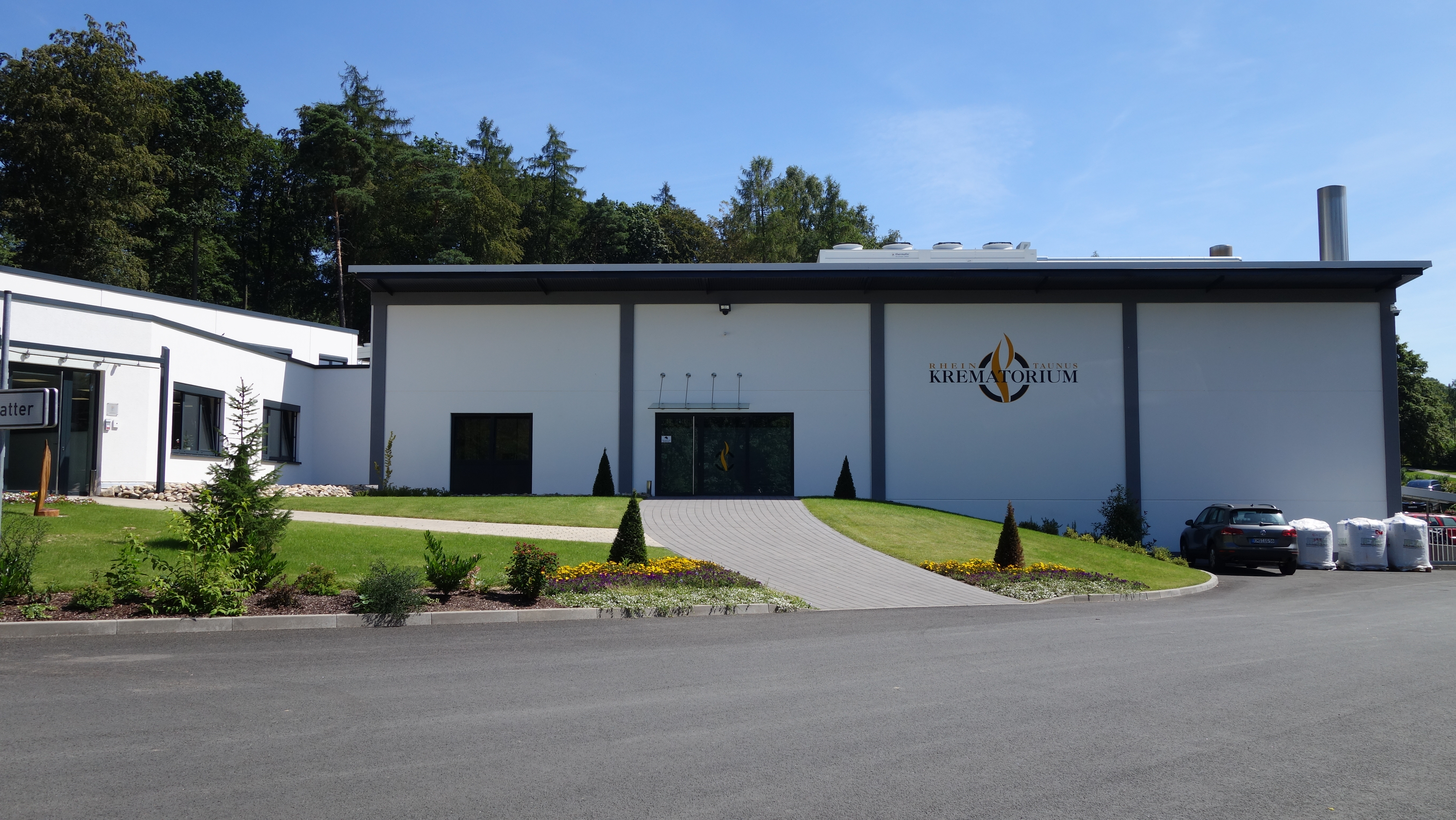
Außenansicht des Rhein-Taunus-Krematoriums

## Sonstiges
- Das Rhein-Taunus-Krematorium arbeitet im Schichtbetrieb. Für Bestatter mit einem elektronischen Zugang ist die Anlieferung von Verstorbenen 24 Stunden, 7 Tage die Woche möglich.
- Teile des Krematoriums sind videoüberwacht. Aufgezeichnet werden die Aktivitäten in den Bereichen, in denen sich Särge befinden bzw. in denen Asche noch nicht in einer plombierten Urne eingebracht ist.